# Justo Legorburu Domínguez-Matamoros
Justo Legorburu Domínguez-Matamoros (10 de septiembre de 1873 - Barcelona, 1936) fue un militar español.

## Biografía
Ingresó en la Academia General Militar el 30 de agosto de 1892 y se licenció como Segundo teniente de Artillería en 1895, siendo el primero de su promoción. 
Llegó a tomar parte en la guerra del Rif, alcanzando el rango de coronel el 1 de enero de 1931. Posteriormente dirigió el 13.º Regimiento de Artillería Ligera, y el 3.er Regimiento de Artillería pesada. Ascendió a general de brigada el 26 de julio de 1934. En julio de 1936 mandaba la 4.ª Brigada de Artillería en Barcelona, y formaba parte de la conspiración militar contra el gobierno de la República. El 19 de julio de 1936 sublevó a su unidad y participó en los combates que se desarrollaron. Instaló su centro de operaciones en el Cuartel de San Andrés, donde resistió durante todo el día los ataques de las milicias obreras y la aviación republicana.
Capturado, fue encarcelado en el barco-prisión Uruguay. Sometido a un Consejo de guerra, fue condenado a muerte y posteriormente fusilado.

## Obras
- —— (1924). Un problema nacional. La industria y la guerra. Bilbao: Editorial Vizcaína.